# 複婚

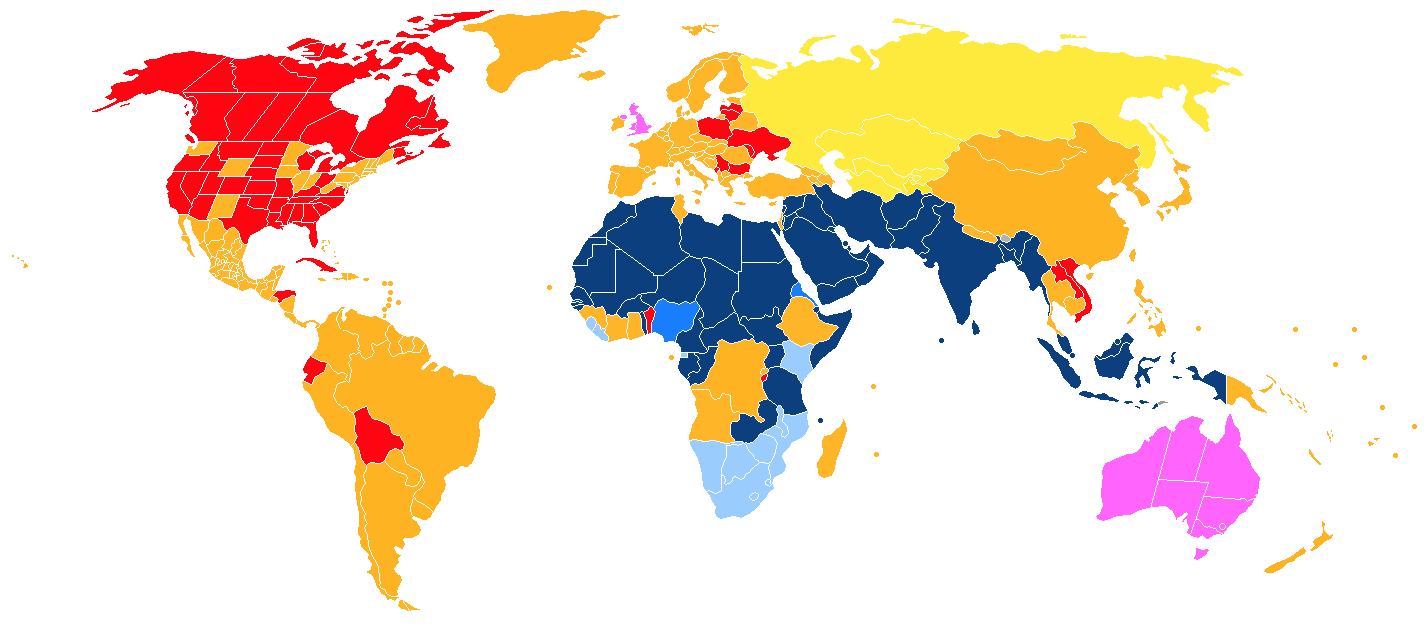
世界中の複婚の状況：
民法上で認められる
一部の地域の民法上で認められる
海外で行われた複婚が認められる
慣習法で認めている
検討中
認識されていないため、違法ではない
違法だが黙認
違法、憲法上で禁止される

複婚（ふくこん、英: polygamy）とは3人（動物の場合は3個体）以上の間、もしくは一夫一妻以外の結婚または配偶システム。
一夫多妻制、一妻多夫制などの形がある。通常、線形単婚（離婚と、その後結婚することが、両方可能な形）は含まれないが、乱婚（パートナーとのつながりを維持する期間が相対的に短い）は含まれる。

## 概要
例としては、中東に広く見られる一夫多妻制、チベットやインドの一部で伝統的に行われてきた一妻多夫制がある。
近年フランスでは、サハラ以南からの移民が一夫多妻制の民族伝統をフランスに移住してからも維持することが自国文化への統合を妨げると問題にもなっており、一夫一婦制に移行させるためのソーシャルワーカーが、第2妻、第3妻の自立に援助を与えている。
カナダでは暗黙の了解として一夫多妻制がイヌイットの部族で行なわれている場所もあり、2006年からそれに追従するかたちでの導入の是非が検討されている。
オランダでは2005年9月に、初の3人間での市民同盟カップル（トリオ）が誕生したが、marriage（結婚）ではなく civil union（市民同盟）であり、複婚はオランダでも2007年現在まだ不可能である。